# Los pistoleros solitarios
Los pistoleros solitarios (The Lone Gunmen) es una serie de televisión que narra las andanzas tanto cómicas como dramáticas de un grupo de expertos en diferentes áreas (desde informática hasta genética) que simultáneamente resaltan su ingenio e ineptitud, y que están obsesionados sobre las conspiraciones del Gobierno de los Estados Unidos. Juntos editan un periódico llamado The Lone Gunman (El pistolero solitario) cuyo nombre hace referencia al asesino de John F. Kennedy.
Los protagonistas, Langly, Frohike y Byers, nacieron como personajes secundarios en la serie de televisión The X-Files, consiguiendo posteriormente su propia serie, siendo emitido el primer capítulo en marzo de 2001. La serie fue cancelada después del decimotercer episodio en junio de 2001.
La idea de los personajes no surgió de Chris Carter —el creador de The X-Files y la serie Los pistoleros solitarios— sino de los guionistas Glen Morgan y James Wong. Se dice que la idea para crear este grupo la tuvieron después de asistir a una conferencia impartida por tres sujetos defensores de las teorías de conspiración.
Siendo un spin-off de The X-Files, cuyas historias tenían que ver principalmente con criaturas sobrenaturales y conspiraciones del gobierno para ocultar la existencia de extraterrestres, los episodios de Los pistoleros solitarios generalmente presentaban temas menos paranormales, sobre nazis fugados, esposos infieles o traficantes de armas. Hubo un capítulo en especial que capturó la atención del público, el episodio piloto, por su coincidencia con los atentados del 11 de septiembre de 2001 en la ciudad de Nueva York (véase Controversia con el episodio piloto más abajo).

## Perfil del grupo
Nunca descarriados y lejos de la intriga corporativa y gubernamental, el trío formado por Byers, Frohike y Langly, se embarca en una serie de aventuras tanto cómicas como dramáticas que simultáneamente resaltan su ingenio e ineptitud.
Su conocimiento sobre las conspiraciones del Gobierno de los Estados Unidos tiene su inicio cuando en 1990 tratan de desenmascarar junto a Suzanne Modesky, una trama, para probar un gas que produce paranoia y que la propia Suzanne creó (episodio "Unusual Suspects" (5x03) de The X-Files).
El nombre Los pistoleros solitarios tiene que ver con el periódico que editan y por tanto "The Lone Gunmen", es una fina ironía que hace referencia a la hipótesis oficial sobre el asesino del presidente John Kennedy, que obviamente no pudo ser único. Se puede ver en la primera conversación que mantienen con X (personaje de The X-Files) en el episodio "Unusual Suspects" (5x03).
Byers: ¿Es cierto lo de Kennedy?
X: Dicen que fue un tirador solitario
Mientras que su propia independencia les inspira a investigar las conspiraciones más extrañas, sus habilidades sociales permanecen estancadas, lo cual les hace la vida más difícil cuando se enteran de que su principal competencia dentro del "negocio de la información" es la brillante y hermosa Yves Adele Harlow. Cortos de presupuesto para poder publicar el periódico de "The Lone Gunmen", permiten a Jimmy Bond convertirse en el benefactor de sus misiones y unirse a sus investigaciones para descubrir "la verdad".
En el capítulo de The X-Files "Memento Mori" (4x14), cuando Mulder reclama su ayuda para averiguar que hay detrás del cáncer de Scully, demuestran un gran dinamismo al violar el sistema de seguridad del Centro Staford e introducirse en sus protegidas instalaciones.
Como personajes secundarios de la serie The X-Files contaban con el respaldo de multitud de fanes de la serie a pesar de que sus escasas apariciones (solamente en 36 episodios). Su éxito tiene que ver con las pequeñas dosis de humor que transmiten en cada aparición, y esto, en una serie tan oscura como The X-Files no deja de llamar la atención.
En la novena temporada los pistoleros solitarios mueren y sus fantasmas son vistos por Mulder en al capítulo "The Truth" (9x19-9x20) e incluso llega a hablar con ellos.
En la décima temporada de The X-Files, en Babylon, aparecen brevemente como parte de las alucinaciones de Mulder, luego de ingerir lo que él cree es un potente hongo para hacer contacto con un terrorista en coma.

### Habilidades
- Insectos espías del gobierno: En el capítulo "Blood" (5x12) aseguran que uno de los métodos de espionaje de los que se sirve el gobierno de los Estados Unidos, consiste en la utilización de moscas en cuyo lomo adosan una microcámara; concretamente la CCDTH 21 Fiber-Optics. Curiosamente los pistoleros solitarios también poseen una microcámara de vídeo CCDTH21-38 Fiber-Optics Lens que prestan a Mulder en ese mismo episodio.

- Óptica alemana e historia: La óptica alemana es la que sirvió para obtener las fotografías del Talapus: barco que se perdió durante la Segunda Guerra Mundial.

- Sistemas audiovisuales: Han demostrado con creces gran pericia en conocimiento de los nuevos sistemas audiovisuales, así lo ponen de manifiesto en "Wetwired" (3x23), cuando identifican un dispositivo para bloquear canales de televisión y enviar señales subliminales.

- Genética: De todos los componentes de los pistoleros solitarios, quizás quién ha demostrado más bagaje en biología es Byers que explica a la perfección las deficiencias que encontraron en el código genético de la sangre de Scully y efectúa el análisis de los residuos que encontraron en su organismo tras su abducción.

- Informática: En "Kill Switch" (5x11) se demuestra que además de dominar el software, el hardware y la programación conocen a la perfección la red de redes. Esther Narhim, alias Invisigoth, es su musa a pesar de que son los culpables de que el interruptor asesino la localizase.

En el episodio "One Breath" (2x08) intentan quedar con Mulder para desenmascarar los errores del Tierra 2.
- Alta tecnología al servicio del gobierno: Microchips de silicio que utilizan como marcadores para localizar a personas, programas informáticos con innovaciones desconocidas, dispositivos espías, y un largo etcétera.

- Área 51: También saben bastante sobre este lugar, dónde aparentemente los militares realizan experimentos secretos con tecnología extraterrestre. Como el avión hipersónico Aurora propulsado por hidrógeno semilíquido y cuya caja negra investigan.

## Centro de operaciones
La base de operaciones y domicilio del trío es metálica y está provista de un importante sistema de seguridad, un circuito cerrado de vídeo en la entrada y siete cerrojos en su interior. La puerta tiene el número 566.
El interior es similar a una desastrosa oficina. Con ordenadores, libros y archivos muy parecida a la primera oficina de Mulder. Entre muchas de las cosas que se pudieron ver destacan: una antena parabólica, una lupa, un osciloscopio, sistemas de polarización, scanners, decodificadores de campo... En uno de los ordenadores se vio instalado un salvapantallas de Nixon con el siguiente mensaje: "I aM NoT A CRooK. LEt mE maKe tHiS PeRfectLy" ("Yo no soy un ladrón. Permitidme dejar esto perfectamente claro").
La base posee al menos una habitación que hace las veces de dormitorio y una pequeña cocina.
Entre sus otras posesiones; una furgoneta Volkswagen color azul les sirve como transporte.

## Personajes

### Melvin Frohike
Melvin Frohike es un exhippie de la época de los años 1960, es el mayor de los pistoleros solitarios. Él es bajo, gordo, suele ir siempre sin afeitar y viste con chaqueta de cuero, guantes de cuero, botas de combate, etc. Frohike es el especialista en fotografía y documentación del grupo y anteriormente se ganaba la vida vendiendo conexiones ilegales de cable bajo el nombre de "Corporación Electrónica Frohike". Nunca ha hecho secreta su atracción por la agente Scully ("She is hot") incluso una vez le cambió a Fox Mulder el número del teléfono móvil de ella por un visor nocturno. En dos ocasiones visita a Scully, la primera cuando Mulder está aparentemente muerto en Anasazi (2x25), y otra en One Breath (2x08), en el hospital. Dice haber sido detenido en el encuentro "para la liberación de James Brown". Comparte la afición de Mulder por los videos pornográficos (en The Blessing Way (3x01) Mulder le dice: "Tendrás que cooperar más para heredar mi colección de videos"). Sus descubrimientos sobre el hombre cancer son manifestados en Musings of a Cigarrette Somikng Man. Ahí cuenta la historia de como inició su escala en las altas esferas de la conspiración.

#### Datos personales
- Nombre: Melvin Frohike.
- Especialidad: Experto en operaciones especiales y gurú fotográfico del grupo. Trabajó en "Frohike Electronics Corporation".
- Gustos al vestir: Chalecos de los años 60 y similares. No parece tener reparos en disfrazarse.
- Gustos gastronómicos: Los huevos a la ranchera. Es el que cocina para los otros dos.
- Fobias: Es el más desconfiado del grupo. Sospecha que sus teléfonos están pinchados, "El gran hermano puede estar escuchando", "Las paredes hablan"

### John Fitzgerald Byers
Byers nació un 22 de noviembre de 1963, el mismo día que el presidente John Fitzgerald Kennedy fue asesinado y sus padres, que iban a llamarle Bertram, cambiaron de parecer. Trabajó la Comisión Federal de Comunicaciones. Él es el más limpio del grupo. Experto en sistemas de información, su barba aseada y los trajes con corbata son su principal característica. Se basa en la teoría de conspiración. Es conocido por su famosa frase:

«Eso es lo que nos gusta de ti, Mulder. Tus ideas son aún más raras que las nuestras.»

Cree que tiene todas las cosas que una persona puede envidiar que son una casa, familia y amor. El haber trabajado en un puesto relacionado con la administración le hace ser más prudente en lo tocante a infringir leyes. Se enamoró de Susanne Modeski, una científica cuya vida estaba en peligro y lleva el anillo que esta le regaló. La conoció salvándola de un grupo de Confidentes del Gobierno. Los pistoleros, al intentar proteger a Susanne, conocen por primera vez al agente Mulder. Byers es el que analiza la química del componente para poder curar el cáncer de Scully.

#### Datos personales
- Nombre: John Fitzgerald Byers.
- Fecha de nacimiento: 22 de noviembre de 1963
- Especialidad: Experto en sistemas de información. Muestra también tener conocimientos de medicina.
- Gustos al vestir: Suele ir vestido de forma impecable con traje y corbata, al estilo de un burócrata.
- Gustos gastronómicos: Los huevos a la ranchera con mucho picante.

### Richard "Ringo" Langly
Es el más asocial del trío que tiene aspecto roquero, pelo rubio largo y usa gafas. Es el experto en comunicaciones del grupo, siempre lleva una camiseta negra de grupos de punk-rock (especialmente de Los Ramones). Es al que más le gusta hacer chistes del trío sobre todo cuando las teorías de Mulder se alejan un poco de lo normal.

#### Datos personales
- Nombre: Ringo Langly.
- Gustos al vestir: Tiene tendencia a los vaqueros y las camisetas de grupos musicales (Los Ramones, Jimi Hendrix, etc.)
- Gustos gastronómicos: Los huevos a la ranchera.
- Fobias: Está filosóficamente en contra de que su imagen sea enviada por satélite.
- Especialidad: Experto en telecomunicaciones. Es el principal hacker del grupo y en una ocasión mantuvo estas palabras:

Frohike: "Me and the Nark have a proposition for you."
Langly: "What proposition?"
Frohike: "The coolest hack in the world."
Elron the Druid: "Lord Manhammer?!"
Langly: Say it!
Langly: S-A-Y-I-T
Frohike [reluctantly]: Your Kung-Fu is the best. (Hacking en jerga de los años 80)
Recuerda al personaje Garth de la película Wayne's World.

### Yves Adele Harlow
Bella y misteriosa hacker y ladrona que se suma al cuarteto. A veces les ayuda, a veces les manipula y a veces actúa por su cuenta (interfiriendo en ocasiones con sus misiones). Aparece en todos los episodios del spin-off y en alguno de The X-Files.
Su nombre es falso: es un anagrama de Lee Harvey Oswald, el presunto asesino del Presidente John Kennedy. Otros anagramas que ella usa son:
1. Leroy W. DeShevala - Like Water for Octane
2. Sara Lee Hwoyveld - Planet of the Frohikes
3. Vera Elyse Leedo (sin la hache ni la uve doble, añadiendo una a) - Tango de los Pistoleros
4. Darva Loy Welsh (sin las dos es) - All About Yves

También se refieren a ella con el diminutivo Eve.
Suele vestir de negro. Sabe hablar francés, alemán y español además de inglés. También sabe artes marciales y bailar tango. Siente predilección por las uzis a dos manos y a menudo recurre a sus encantos femeninos. A lo largo de la serie se irá topando con los pistoleros solitarios en algunas de sus investigaciones, aunque en alguna ocasión les salvará el pellejo.
Aparece también en el episodio "Jump The Shark" (9x15) de The X-Files.

### Jimmy Bond
James Bond es el benefactor de las misiones de los pistoleros solitarios que se une a sus investigaciones para descubrir la verdad. Es todo lo que no son los pistoleros solitarios: joven, atlético, rico... y también bastante estúpido. Sin embargo, tiene un gran corazón y demuestra ser de utilidad en más de una ocasión.
Los tiradores le conocen en el segundo episodio mientras investigan un asesinato en Long Island. Cuando los tiradores conocieron a Jimmy, se dedicaba a entrenar un equipo de fútbol americano formado por ciegos a los que quería presentar a una liga profesional de ciegos. Cuando descubre que es una tapadera ayuda a los tiradores a resolver su caso. Cuando regresan de su investigación encuentran que Jimmy ha pagado una tirada de su revista e "invitan" a Jimmy a unirse a su causa. Aparece en todos los episodios excepto en el primero. Parece que Jimmy siente alguna atracción por Yves.

### Kimmy elGeek
Es un experto en computadoras, mentor de Langly y fanático de Star Trek quien ocasionalmente ayuda al trío.

### El cuarto pistolero
Existe otro personaje, no oficial, un hacker de computadoras conocido como El Pensador (The Thinker) también llamado Kenneth J. Soona aunque incluso este nombre es probablemente un seudónimo. Pasó su más tierna infancia en Youngtown (Pensilvania). Su madre se llamaba June. Tiene dos hermanas; Isabel y Elisbeth y un hermano; Mike.
De pequeño impresionó a sus profesores por sus grandes capacidades matemáticas. Más tarde trabajó en una compañía de software. Durante un tiempo sólo es reconocido por las menciones que sus compañeros hacen de él. En el episodio "Anasazi" (2x25) de The X-Files, por fin descubrimos que es un hacker informático que el 9 de abril de 1995 logra entrar en la base de datos del Departamento de Defensa de los Estados Unidos y hacerse con los archivos del Majestic 12 y Roswell. Sin esperanzas de conseguir el acceso no toma precauciones para cubrir sus huellas. Es debido a este hecho que concierta una cita para entregar una cinta digital en la que ha guardado la información descargada al agente Mulder previendo que su vida corre peligro. Su cuerpo es encontrado una semana después en un basurero de Trenton, Nueva Jersey. Muerto a los 28 años por asesinos que trabajaban para El Fumador.

## Lista de episodios

### Temporada 1
- 1.- "Pilot" (4 de marzo de 2001)
- 2.- "Bond, Jimmy Bond" (11 de marzo de 2001)
- 3.- "Eine Kleine Frohike" (16 de marzo de 2001)
- 4.- "Like Water for Octane" (18 de marzo de 2001)
- 5.- "Three Men and a Smoking Diaper" (23 de marzo de 2001)
- 6.- "Madam, I'm Adam" (30 de marzo de 2001)
- 7.- "Planet of the Frohikes: A Short History of My Demeaning Captivity" (6 de abril de 2001)
- 8.- "Maximum Byers" (13 de abril de 2001)
- 9.- "Diagnosis: Jimmy" (20 de abril de 2001)
- 10.- "Tango de los Pistoleros" (27 de abril de 2001)
- 11.- "The Lying Game" (4 de mayo de 2001)
- 12.- "All About Yves" (11 de mayo de 2001)
- 13.- "The Cap'n Toby Show" (1 de junio de 2001)

La trama argumental concluye en el episodio 9x15 de The X-Files, "Jump the Shark" (21 de mayo de 2002), cuando los tres mueren como héroes al salvar a miles de personas de morir infectadas por un virus. Gracias a las influencias del director adjunto Skinner son enterrados en el cementerio nacional Arlington. A su funeral asisten el director adjunto Skinner, los agentes Scully, Dogget y Reyes, y sus colaboradores Jimmy, Yves Adele Harlow y Kimmy.

### Controversia con el episodio piloto
En el episodio piloto, los pistoleros descubren un complot de los servicios secretos del Gobierno de los Estados Unidos para estrellar un Boeing 727 contra una de las Torres Gemelas de Nueva York. Para tal fin utilizarían un sistema de control remoto. Al final, los pistoleros solitarios e Yves consiguen, mediante medios informáticos, desactivar el control remoto, con lo que los pilotos del avión consiguen evitar la colisión.
Según el episodio, el fin que perseguía el Gobierno era que pretendía culpar a un país extranjero del hecho, con el propósito de obtener un casus belli (motivo para declaración de guerra) y sacar beneficio de la venta de armas.
Este episodio fue estrenado el 4 de marzo de 2001, poco más de seis meses antes de los atentados del 11 de septiembre de 2001 en Nueva York. Se ha encontrado cierta similitud de este episodio con las teorías de conspiración que acusan a la administración Bush de haber organizado y perpetrado dicho atentado.

## Salida del DVD
Los fanes de la serie esperaron pacientemente desde su cancelación, aguardando la aparición de la serie en DVD.
Fox oficialmente lanzó la serie en su totalidad, junto con el episodio de The X-Files llamado "Jump the Shark" (9x15) que muestra el final del grupo, en tres discos Región 1, el 29 de marzo de 2005.

## Reparto
| Actor             | Personaje              |
| ----------------- | ---------------------- |
| Bruce Harwood     | John Fitzgerald Byers  |
| Tom Braidwood     | Melvin Frohike         |
| Dean Haglund      | Richard "Ringo" Langly |
| Stephen Snedden   | Jimmy Bond             |
| Zuleikha Robinson | Yves Adele Harlow      |

De The X-Files haciendo apariciones como artistas invitados en la serie:
| Actor          | Personaje       |
| -------------- | --------------- |
| David Duchovny | Fox Mulder      |
| Mitch Pileggi  | Walter Skinner  |
| Michael McKean | Morris Fletcher |

## Música
Al margen de la música compuesta específicamente para la serie por Mark Snow cabe listar el resto de canciones utilizadas en los episodios.

### "Pilot"
- "Cross the Line"
  - Artista: Cuba
  - Álbum: "Cross the Line" (single), Leap of Faith (Álbum)
  - Usada en: En el tráiler cuando Frohike intenta robar el chip Octium VI.

### "Bond, Jimmy Bond"
- "Switchblade"
  - Artista: Link Wray
  - Álbum: Rumble! The Best Of Link Wray
  - Usada en: La escena de espías
  - Otra información: Este artista fue considerado uno de los pioneros del rock and roll anterior a los años 50. Sentó las bases del heavy metal, thrash, etc. para músicos con estilos como los de Led Zeppelin y The Who.

### "Eine Kleine Frohike"
- "Ca Plane Pour Moi"
  - Artista: Plastic Bertrand
  - Álbum: An 1
  - Usada en: Esta es la canción punk que suena al principio del episodio, cuando Byers y Langly visten a Frohike de Dolf, el hijo desaparecido de Mrs. Hog's.
  - Otra información: La banda es belga y sus canciones están en francés. Esta canción fue uno de los "singles" más vendidos por un artista belga. Según la revista Rolling Stone, esta canción está en el top 100 de las mejores canciones rock.

- "Bad to the Bone"
  - Artista: George Thorogood & The Destroyers
  - Álbum: Bad to the Bone

### "Like Water for Octane"
- "455 Rocket"
  - Artista: Kathy Mattea
  - Álbum: Love Travels
  - Usada en: La canción country usada en la última escena en la que los pistoleros conducen el coche acuático.

### "Three Men and a Smoking Diaper"
- "Oh Happy Day"
  - Artista: Edwin Hawkins
  - Álbum: Oh Happy Day
  - Usada en: La primera canción para la campaña del senador Jefferson. No suena como la letra original, sino que está alterada para tener el nombre Jefferson ("Oh happy day. Oh happy day. When Senetor Jefferson walks. When Senetor Jefferson walks...").
  - Otra información: Hay muchas versiones de esta canción ya que es probablemente la canción góspel más tradicional.

- "I'll Say a Little Prayer"
  - Artista: Dionne Warwick
  - Álbum: Dionne Warwick - The Definitive Collection
  - Usada en: La segunda canción escuchada en la campaña del senador Jefferson. Suena cuando Jimmy vuelve con Langly y Byers de recoger los cafés.

- "Soulville"
  - Artista: Aretha Franklin
  - Álbum: Jazz to Soul
  - Usada en: La tercera canción escuchada en la campaña. Es la canción en la que el senador Jefferson sale con un saxo y toca una parte. El estribillo de la canción parece ser el lema de la campaña ("Show me a way to your soulville baby!").
  - Otra información: Como "Happy Days", esta canción tiene muchas versiones, siendo probablemente otra canción típica.

- "Natural Woman (You Make Me Feel Like)"
  - Artista: Aretha Franklin
  - Álbum: Lady Soul
  - Usada en: En la última escena en el Cuartel General de los pistoleros empieza cuando Frohike y Langly están cuidando de un bebé; Yves, Byers, y Jimmy ven la televisión en el sofá; y el senador Jefferson les hace una de visita.

### "Planet of the Frohikes: A Short History of My Demeaning Captivity"
- "Monkey Man"
  - Artista: Toots and the Maytals
  - Álbum: The Very Best of Toots & the Maytals
  - Usada en: En el tráiler cuando el mono teclea en el ordenador.

### "Maximum Byers"
- "Hound Dog (You Ain't Nothin' but a)"
  - Artista: Elvis Presley
  - Álbum: The Number One Hits
  - Usada en: Jimmy hace una versión de esta canción mientras se mira en un espejo.
  - Otra información: Se sabe que Stephen Sneddan (Jimmy) estuvo practicando mucho esta canción para este episodio y que volvió locos a muchos compañeros de reparto con ella.

- "Jailhouse Rock"
  - Artista: Elvis Presley
  - Álbum: The Number One Hits
  - Usada en: De fondo cuando los pistoleros están en la cárcel.

### "Tango de los Pistoleros"
- "La Passionara"
  - Álbum: 20 Beautiful Tangos
  - Usada en: La escena en la que Yves baila sola cuando Leonardo Santavos le pregunta por un pequeño bote de spray.

- "Hernando's Hideaway"
  - Álbum: Tango Favorites
  - Usada en: Cuando Yves y Leonardo Santavos están bailando juntos en su casa por última vez antes de la competición de tango.

### "The Lying Game"
- "Rum and Coca Cola"
  - Artista: The Andrews Sisters
  - Álbum: Rum & Coca Cola
  - Usada en: Durante la escena cercana al final en la que se produce confusión entre Jimmy y el verdadero Walter Skinner, incluyendo el momento en que Jimmy tiene un cara a cara con él.

### "All About Yves"
- "Weapon of Choice (feat. Bootsy Collins)"
  - Artista: Fatboy Slim
  - Álbum: Halfway Between the Gutter and the Stars
  - Usada en: Cuando los pistoleros y Morris Fletcher están en la zona D.C. intentando seguir la huella de Yves.

### "The Cap'n Toby Show"
- "Forever Young"
  - Artista: The Band
  - Álbum: The Best of The Band, Vol. II
  - Usada en: Al final cuando muestran la nueva versión de "The Capt'N Toby Show" y el Capt'N Toby original abraza a cada miembro de los pistoleros.

## Los pistoleros solitarios enThe X-Files
Los pistoleros solitarios tuvieron apariciones, e incluso papeles protagonistas en muchos episodios de la serie The X-Files, la serie de la que surgieron. Tuvieron también una breve aparición en la película The X-Files: Fight the Future.
El episodio "Unusual Suspects", que transcurre en 1989, explica como se formó el grupo.
Los pistoleros solitarios aparecieron en los siguientes episodios de The X-Files:
1x17 - "E.B.E." (primera aparición)
2x03 - "Blood"
2x08 - "One Breath"
2x18 - "Fearful Symmetry"
2x25 - "The Anasazi"
3x01 - "The Blessing Way"
3x02 - "Paper Clip"
3x09 - "Nisei"
3x16 - "Apocrypha"
3x23 - "Wetwired"
4x07 - "Musings of a Cigarette Smoking Man"
4x14 - "Memento Mori"
4x20 - "Small Potatoes" (No aparecieron físicamente en el episodio, sino que hay un mensaje en el contestador de Mulder).
5x01 - "Unusual Suspects"
5x02 - "Redux"
5x03 - "Redux II"
5x07 - "Emily" (Frohike habla por teléfono con Mulder)
5x11 - "Kill Switch"
5x20 - "The End"
6x03 - "Triangle"
6x05 - "Dreamland II"
6x12 - "One Son"
6x20 - "Three of a Kind"
6x21 - "Field Trip"
7x13 - "First Person Shooter"
7x15 - "En Ami"
7x22 - "Requiem"
8x01 - "Within"
8x07 - "Via Negativa"
8x11 - "The Gift"
8x15 - "Deadalive"
8x16 - "Three Words"
8x21 - "Existence"
9x01 - "Nothing Important Happened Today"
9x02 - "Nothing Important Happened Today II"
9x09 - "Provenance"
9x10 - "Providence"
9x15 - "Jump the Shark"
9x19/9x20 - "The Truth" (El episodio final de la serie)
También aparecieron en The X-Files: The Game (1998) y The X-Files: Resist or Serve (2003), videojuegos basados en la serie.